# Andy Duncan (schrijver)
Andrew Robert Duncan (Batesburg-Leesville, 21 september 1964) is een Amerikaanse schrijver van sciencefiction- en fantasyverhalen, vooral in korte formats. Hij won hiervoor onder meer drie World Fantasy Awards, een Nebula Award en een Theodore Sturgeon Award.

## Biografisch
Duncan behaalde een master in creatief schrijven aan de North Carolina State University en een master in fictie aan de University of Alabama. Hij werd in 2008 docent Engels aan de Frostburg State University. Daarvoor werkte hij als journalist voor de krant News & Record in Greensboro.
Duncan publiceerde in 1996 zijn eerste korte verhaal, Liza and the Crazy Water Man. Hierin kwam niet voor het laatst zijn affiniteit met het zuiden van Amerika in de eerste helft van de twintigste eeuw naar voren. Hij nam dit verhaal later ook op in zijn bundel Beluthahatchie and Other Stories. Hiervoor won hij in 2001 zijn eerste World Fantasy Award. Hij kreeg er dat jaar meteen twee toegekend, want zijn verhaal The Pottawatomie Giant werd tegelijkertijd de winnende inzending in de categorie 'korte fictie'. Hierin krijgt bokskampioen Jess Willard jaren na een ontmoeting met boeienkoning Harry Houdini te zien hoe die dag misschien ook had kunnen verlopen. Duncan won in 2001 vervolgens een Theodore Sturgeon Award voor de novelle The Chief Designer, een alternatief geschiedenisverhaal over het ruimteprogramma van de Sovjet-Unie.
Duncan bleef zich ook na die eerste jaren richten op korte formats, uiteenlopend van korte verhalen en novelettes tot novelles. Zo won hij in 2013 een Nebula Award voor zijn novelette Close Encounters, waarin een journalist een boer opzoekt die jaren eerder in contact kwam met buitenaardse bezoekers. Duncan won in 2014 zijn derde World Fantasy Award, ditmaal voor de novelle Wakulla Springs, die hij samen met Ellen Klages schreef. Dit verhaal gaat over drie generaties van een Afro-Amerikaanse familie en hun ervaringen in het gebied waar ze wonen nabij een zoetwaterbron in Florida.

### Boeken en novelles
- 1998 - The Executioners’ Guild (novelle)
- 1998 - Fortitude’ (novelle)
- 2001 - The Chief Designer (novelle, Theodore Sturgeon Award)
- 2009 - The Night Cache (novelle)
- 2012 - Close Encounters (novelette, Nebula Award)
- 2013 - Wakulla Springs (met Ellen Klages, novelle, World Fantasy Award)

### Verhalenbundels
- 2000 - Beluthahatchie and Other Stories (World Fantasy Award)
- 2011 - The Pottawatomie Giant and Other Stories
- 2018 - An Agent of Utopia: New and Selected Stories